# John Patrick (rögbijátékos)
John Clarence „Jack” Patrick ( Palo Alto, Kalifornia, 1898. november 25. –  San Francisco, Kalifornia, 1959. május 31.) kétszeres olimpiai bajnok amerikai        rögbijátékos és üzletember.
Az 1920. évi nyári olimpiai játékokon az amerikai rögbicsapatban játszott és olimpiai bajnok lett. Az 1924. évi nyári olimpiai játékokon megvédték az olimpiai bajnoki címüket rögbiben.
A Stanford Egyetemen szerzett diplomát és San Franciscóban dolgozott, mint biztosítási ügynök és bróker.